# Thenar-Hammer-Syndrom
Das Thenar-Hammer-Syndrom (THS) ist eine arterielle Durchblutungsstörung der Hand, die durch einmalige oder wiederholte stumpfe Gewalteinwirkung auf den Daumenballen, den so genannten Thenar, verursacht wird. Durch die Gewalteinwirkung wird die Arteria radialis oder der Arcus palmaris superficialis verletzt.
Das Syndrom tritt meist bei Handwerkern auf, die ihre Hand wie ein Schlagwerkzeug benutzen. Der Thenarbereich wird sozusagen als Ersatz für einen Hammer verwendet.

## Symptome
Typische Beschwerden beim Thenar-Hammer-Syndrom sind Taubheit, Kraftlosigkeit, Kältegefühl und Schmerzen in der betroffenen Hand. Klinisch imponiert es als (sekundäres) Raynaud-Phänomen. Diese Symptome treten unter Umständen erst Tage, Wochen oder Monate nach dem auslösenden Ereignis ein. In vielen Fällen haben die Betroffenen jedoch keine oder nur geringe Beschwerden, weil bei ihnen die Finger-Blutgefäße durch Anastomosen mit der unverletzten Arteria ulnaris versorgt werden. Das THS gilt daher als extrem seltenes Krankheitsbild und ist noch seltener als die analoge Erkrankung Hypothenar-Hammer-Syndrom.
Weltweit wurden nur ca. 20 Erkrankungsfälle publiziert.

## THS als Berufskrankheit
Nach den Empfehlungen des ärztlichen Sachverständigenbeirats „Berufskrankheiten“ beim Bundesministerium für Arbeit und Soziales wurde mit der dritten Verordnung zur Änderung der Berufskrankenheiten-Verordnung vom 22. Dezember 2014 das Thenar-Hammer-Syndrom ebenso wie das Hypothenar-Hammer-Syndrom  in die offizielle Liste der Berufskrankheiten aufgenommen. Es wird dort unter der BK-Nummer 2114 als „Gefäßschädigung der Hand durch stoßartige Krafteinwirkung“ geführt. Die Erkrankung kann daher, so sie durch die berufliche Tätigkeit entstanden ist,  als  Arbeitsunfall oder Berufskrankheit nach SGB VII § 9 Abs 1 anerkannt werden.